# کنریک مونک

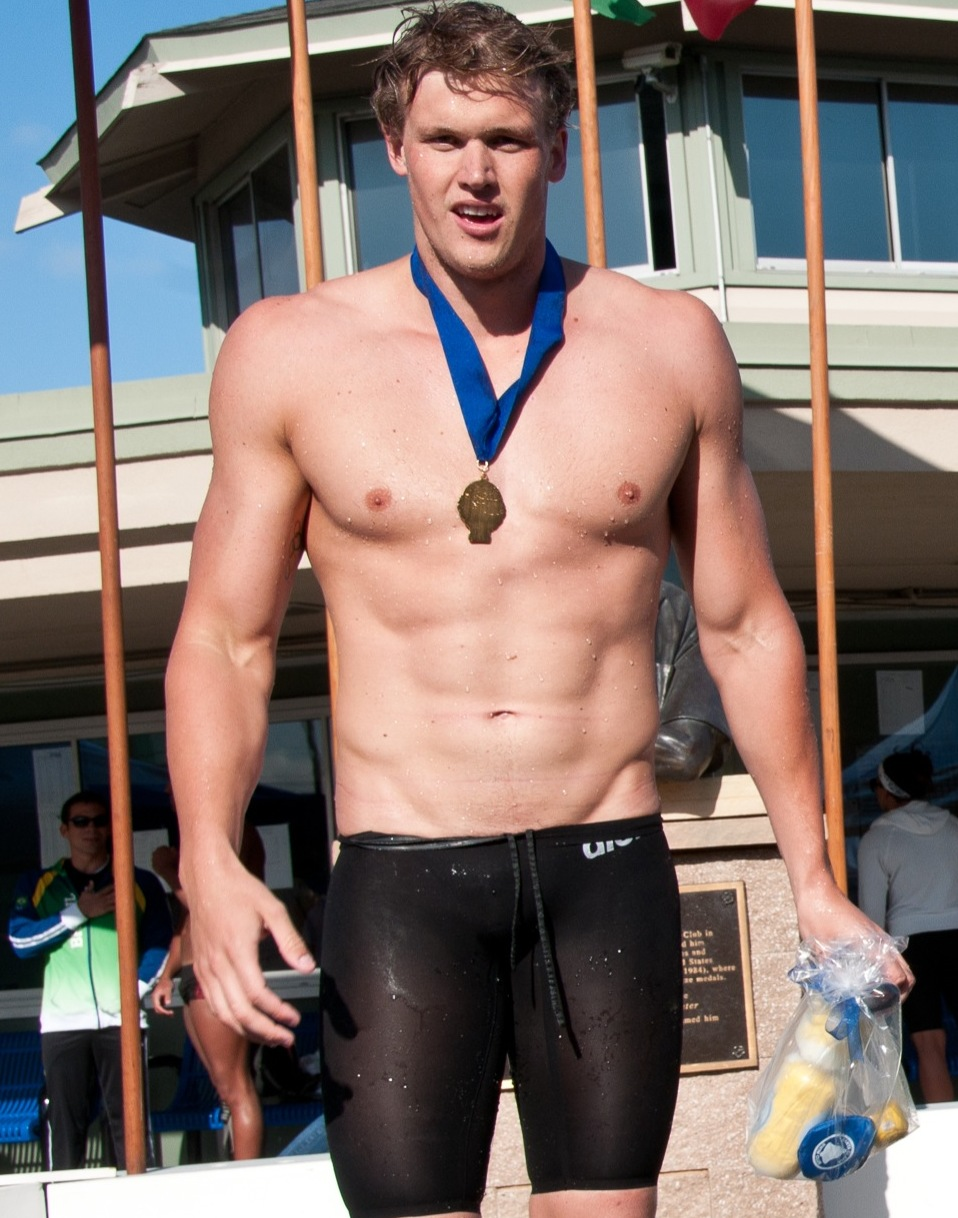
کندریک کونگ

کنریک مونک (به انگلیسی: Kenrick Monk) (زادهٔ ۱ ژانویهٔ ۱۹۸۸) شناگر اهل استرالیا است.